# Ulica Skobělevskaja (stanice lehkého metra v Moskvě)
Ulica Skobělevskaja (rusky Улица Скобелевская) je jednou ze stanic moskevského metra. Pojmenována je podle přilehlé ulice a podle ruského generála v rusko-turecké válce M. D. Skoběleva.

## Charakter stanice
Stanice se nachází na Butovské lince, v její severní části (druhá od severního konce). Jedná se o nadzemní stanici (9,6 m vysoko nad terénem); unifikované koncepce (s ostatními podobnými stanicemi této linky). Její výstup vychází na uliční úroveň přímo z nástupiště. A to jak po eskalátorech, tak je zde i výtah (v střední části nástupiště) pro osoby se sníženou pohyblivostí.
Ulica Skobělevskaja byla otevřena jako součást jediného a prvního úseku Butovské linky 27. prosince roku 2003.